# Ask.fm
ASKfm (до 14 січня 2016 — Ask.fm) — колишня соціальна мережа запитань і відповідей, запущена в червні 2010 року. Сайт створено в Латвії як конкурент Formspring. Після реєстрації користувач заповнює анкету і може почати, як від свого імені, так і анонімно ставити і відповідати на запитання інших. ASKfm інтегровано з іншими соцмережами: Facebook, l, VK, які вплинули на широке поширення цієї мережі. Не працює з грудня 2024 року.

## Історія
З моменту заснування сервіс обігнав Formspring і досі лишається популярною мережею в країнах СНД. На лютий 2016-го сайт займає 471 місце у світі за версією Alexa Internet. При цьому в СНД з 2010 року розвивається ще один проект подібного плану Спрашивай.ру.

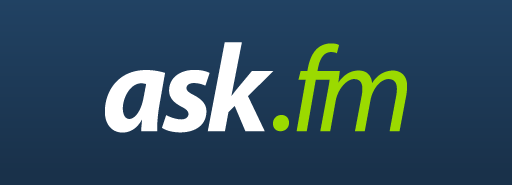
Старий логотип ASKfm

На квітень 2013-го кількість зареєстрованих користувачів становила 50 млн.
В листопаді 2014-го у ASKfm змінився власник, ресурс переїхав до Ірландії. З того часу сервіс керується компанією Ask.fm Europe, Ltd. Після зміни власника стало недоступним ставити запитання анонімно, якщо у вас немає облікового запису (з травня 2017 року по 2020 рік ця можливість була відновлена).
До лютого 2015 року, кількість зареєстрованих користувачів зросла до 80 мільйонів. Більше 30 млн запитань і відповідей створюються щодня.
14 січня 2016 року був проведений ребрендинг сервісу − змінився логотип, дизайн став білим замість синього, талісманом став «сово-кіт» (англ. owl cat), а користувачам стала доступна можливість зміни кольору інтерфейсу.
У січні 2017 року на сайті з'явилися фото-опитування.
25 липня 2017 року з'явилася функція «Shoutout», що дозволяє поставити запитання одразу декільком людям, які перебувають в одному регіоні із тим, хто ставить питання.
У лютому 2018, ASKfm запустила нового функціоналу – answer thread, що дозволяє користувачам вступати в обговорення під постом. У 2021 році треди було змінено на чати.
У листопаді 2018, компанія анонсувала запуск внутрішньої валюти - коїнів (монет або вогників), Versus - окремої стрічки для фото-опитувань, а також ASKfm lite.
У травні 2019 стало відомо про запуск goods market - магазину, де користувачі можуть придбати знижки та купони за коїни. Також стало відомо, що кількість зареєстрованих користувачів на платформі досягла 300 мільйонів.
У 2019 році застосунок запустив VIP-програму для винагороди найактивніших користувачів. Членам VIP-програми доступні ексклюзивні функції: створення секретних відповідей, особистий прогрес бар, який показує щотижневу статистику у застосунку.  У 2021 році до цих функцій додалися й приватні чати. На 2020 рік до VIP-програми приєдналося 147,5 тисячі аскерів з більш ніж 50 країн. Завдяки системі мотивації всередині програми вони заробили понад 378 мільйонів монет, отримали додаткову аудиторію в 2,4 млн передплатників та 890,5 мільйонів лайків.
Також у 2019 році користувачі отримали можливість купувати монети всередині застосунку. 
У 2020 році в пік пандемії COVID-19 1 млн користувачів у Латинській Америці повернулися до ASKfm. У березні 2020 року Twitter у Мексиці був переповнений твітами людей, які згадали соціальну мережу свого дитинства й почали масово встановлювати ASKfm. Всього за добу застосунок піднявся на 1 місце в App Store і на 2 місце в Google Play. У цей період до ASKfm надійшло понад 210 тисяч запитів на відновлення старих профілів, тому служба підтримки працювала 24 години на добу.
У 2020 році для IOS застосунка (та у 2021 для Android користувачів) була запущена ASKfm-підписка. Пакет підписки включає VIP-бейдж, бонусні монети (вогники), функцію секртених відповідей та можливість користуватися програмою без реклами.
У травні 2021 року в ASKfm з'явилися приватні чати, де користувачі можуть спілкуватися тет-а-тет. Автор приватного чату може зберігати анонімність під час всього діалогу чи будь-якої миті написати в чат відкрито.
2021 року соцмережа запустила власний рушій штучного інтелекту. Shoutout або «масове запитання» до цього надсилалося групі випадкових користувачів, після запровадження ШІ, система враховує розмір країни, де надсилається повідомлення, аналізує час та кількість питань, які люди навколо користувача надсилають в цей час.
З 1 грудня 2024 року платформа припинила роботу від скорочення користувацької бази.

## Допомога у боротьбі з кібербулінгом
У 2012 році двоє ірландських підлітків покінчили життя самогубством після того, як над ними анонімно знущалися інші користувачі. Незабаром після цієї події батьки підлітків сказали, що загибель дітей пов'язана з сайтом ask.fm. Ірландські ЗМІ були обурені тим, що зареєстрованим користувачам ask.fm можна залишити записи анонімно. Ірландська поліція почала розслідування справи. 
ASKfm відповідально підійшов до розслідування та провів внутрішній аудит. Подальше розслідування показало, що не було достатньо доказів, щоб припустити, що використання сайту ASKfm призвело до смерті молодої дівчини. На запитання коронера Лестера та Південного Лестершира Кетрін Мейсон, чи є «будь-які докази», що Ханна Сміт зазнала кібер-залякування, сержант-детектив Вейн Сіммонс відповів: «Ні, немає». Він також розповів, що Ханна надсилала собі «залякування та агресивні повідомлення». Пізніше випадок Ханни Сміт про самозалякування став предметом академічного дослідження.
У результаті ASKfm вніс відповідні зміни до своєї політики безпеки. Перш за все, розширені функції звітності та блокування, а також найняли більше модераторів, щоб вони розглядали звіти протягом 24 годин після їх отримання. ASKfm також заохочував більше користувачів мати зареєстровані облікові записи, щоб компанія могла захоплювати дані IP з метою безпеки. З 2020 року усі користувачи ASKfm повинні мати обліковий запис.
У серпні 2014 року сайт був придбаний IAC. Відтоді ASKfm переглянув свою політику безпеки користувачів і заснував Консультативну раду з безпеки, до складу якої входять експерти з цифрової безпеки, а також Центр безпеки. Представники ASKfm зустрілися з Департаментом у справах дітей, щоб переконатися, що вживаються відповідні кроки для «значного покращення» захисту на сайті.

## Цікаве
- 2018 року соціальна мережа ASKfm з'явилася в серіалі #Школа. Згадки у відео: Соціальна мережа ASKfm у серіалі #Школа на YouTube

У цих сценах головні герої використовували ASKfm, щоб ставити питання однокласникам, фліртувати з друзями та подружками, пліткувати та краще впізнавати один одного.
Офіційна фан-група телесеріалу #Школа в ASKfm ask.fm/shkola1plus1 [Архівовано 4 лютого 2022 у Wayback Machine.]
- У 2018 році Анна Трінчер (виконавиця роль Нати в серіалі «Школа») відповіла на запитання фанатів серіалу з ASKfm: Анна Трінчер відповідає на запитання з ASKfm про серіал Школа на YouTube

- У 2020 році Українська блогерка Саша Чістова (1,47 млн підписників на YouTube; 1,7 млн підписників в Instagram) в інтерв'ю на Youtube-каналі Ходят Слухи зізналася, що її популярність почалася в ASKfm: Саша Чистова Расставание с парнем. Похудение. Заработок. Инстаграм. Ходят слухи #42 на YouTube

## Мобільні додатки
Ask.fm доступний для завантаження на Android, IOS.
- Android-застосунок [Архівовано 4 лютого 2022 у Wayback Machine.]: рейтинг 4.3 (на основі відгуків 1 269 921 користувачів)

Кількість установок 50 000 000+
- IOS-застосунок [Архівовано 25 січня 2022 у Wayback Machine.]: рейтинг 4.0 (на основі відгуків 8,3 тисяч користувачів)[27]

- Huawei-застосунок [Архівовано 25 січня 2022 у Wayback Machine.]: рейтинг 5.0

Кількість установок 1 000 000